# Anomalon floridanum
Anomalon floridanum là một loài tò vò trong họ Ichneumonidae.